# MHS (Automarke)
MHS war eine brasilianische Automarke.

## Markengeschichte
Ein Unternehmen aus Curitiba begann 1988 mit der Produktion von Automobilen. Der Markenname lautete MHS, nach den Initialen seines Entwicklers Marcel Higino Silva. 1991 endete die Produktion. Die Stückzahl blieb gering.

## Fahrzeuge
Einziges Modell war ein VW-Buggy. Ein luftgekühlter Vierzylinder-Boxermotor von Volkswagen do Brasil im Heck trieb die Hinterräder an. Die offene Karosserie hatte keine Türen. Hinter den vorderen Sitzen war eine Überrollvorrichtung. An der Fahrzeugfront waren zwei runde freistehende Scheinwerfer.